# 1925 chez Disney
L'année 1925 est marquée par la suite de la série Alice Comedies et l'achat du terrain des Walt Disney Studios Hyperion.

## Événements

### Janvier
- 1er janvier 1925, Sortie de l'Alice Comedy Alice Cans the Cannibals[1]
- 15 janvier 1925, Sortie de l'Alice Comedy Alice the Toreador[1]

### Février
- 1er février 1925, Sortie de l'Alice Comedy Alice Gets Stung[1]
- 14 février 1925, Naissance de Paul Kenworthy, cadreur et réalisateur[2]
- 15 février 1925, Sortie de l'Alice Comedy Alice Solves the Puzzle[3]

### Avril
- 19 avril 1925, Naissance d'Iwao Takamoto, animateur[4]

### Juillet
- 6 juillet 1925, Walt verse un acompte de 400 dollars pour acheter un terrain au 2719 Hyperion Avenue afin d'accueillir tous les animateurs[5].

### Septembre
- 15 septembre 1925, Sortie de l'Alice Comedy Alice the Jail Bird[6]
- 20 septembre 1925, Sortie de l'Alice Comedy Alice's Tin Pony[7]

### Octobre
- 15 octobre 1925, Sortie de l'Alice Comedy Alice Plays Cupid[8],[6],[9]
- 21 octobre 1925, Sortie de l'Alice Comedy Alice in the Jungle[10],[11],[12]

### Novembre
- 15 novembre 1925, Sortie de l'Alice Comedy Alice Rattled by Rats[13],[11]

### Décembre
- 15 décembre 1925, Sortie de l'Alice Comedy Alice in the Jungle[11],[10],[12]
- 19 décembre 1925, Naissance de Robert B. Sherman, compositeur[14]